# Nagroda za scenariusz na Festiwalu Polskich Filmów Fabularnych
Nagroda za scenariusz na Festiwalu Polskich Filmów Fabularnych w Gdańsku i Gdyni przyznawana jest od pierwszej edycji, czyli od 1974 roku. Czterokrotnie jury nie przyznało tej nagrody (1980, 1990, 1993 i 1999), a w 1994 zamieniono ją na nagrodę za dialogi. Najczęściej (trzykrotnie) nagradzani byli: Feliks Falk i Jan Jakub Kolski. Po dwie nagrody zdobyli: Krzysztof Kieślowski, Jerzy Stuhr, Grzegorz Łoszewski i Jarosław Sokół. Najstarszym laureatem jest Tadeusz Chmielewski za scenariusz do U Pana Boga za piecem podpisany pod pseudonimem Zofia Miller, miał wtedy 71 lat. Najmłodszą jest Renata Frydrych za scenariusz do filmu Odwiedź mnie we śnie. Wśród laureatów jest jeden scenarzysta z zagranicy. To Czech Jiří Křižan wyróżniony za scenariusz do Zabić Sekala. Nagroda dla zwycięzcy wynosi 20 tys. złotych.

## Laureaci nagród

### 1974–1979
- 1974: nagroda ex-aequo
  - Henryk Czarnecki – Profesor na drodze
  - Zbigniew Chmielewski – Profesor na drodze
- 1975: nagroda ex-aequo
  - Zbigniew Safjan – W te dni przedwiosenne
  - Zbigniew Kubikowski – Wyjazd służbowy
- 1976: Andrzej Trzos-Rastawiecki – Skazany
- 1977: Krzysztof Zanussi – Barwy ochronne
- 1978: Andrzej Mularczyk – Wielki podryw
- 1979: Feliks Falk – Szansa

### 1980–1989
- 1980: nie przyznano
- 1981: Filip Bajon – Wahadełko
- 1982: festiwal się nie odbył
- 1983: festiwal się nie odbył
- 1984: Aleksander Kuc – Toccata
- 1985: Feliks Falk – Baryton
- 1986: Radosław Piwowarski – Kochankowie mojej mamy
- 1987: Krzysztof Kieślowski – Przypadek
- 1988: nagroda ex-aequo
  - Krzysztof Kieślowski – Krótki film o miłości
  - Krzysztof Piesiewicz – Krótki film o miłości
- 1989: nie przyznano nagród regulaminowych

### 1990–1999
- 1990: nie przyznano
- 1991: Andrzej Barański – Nad rzeką, której nie ma
- 1992: Stanisław Tym – Rozmowy kontrolowane
- 1993: nie przyznano
- 1994: nagroda ex-aequo za dialogi
  - Jerzy Stuhr i Jerzy Pilch – Spis cudzołożnic
  - Jan Jakub Kolski – Cudowne miejsce
- 1995: Jan Jakub Kolski – Grający z talerza
- 1996: Renata Frydrych – Odwiedź mnie we śnie
- 1997: Cezary Harasimowicz – Bandyta
- 1998: nagroda ex-aequo
  - Zofia Miller – U Pana Boga za piecem
  - Jiří Křižan – Zabić Sekala
- 1999: nie przyznano

### 2000–2009
- 2000: Grzegorz Łoszewski – Noc świętego Mikołaja
- 2001: Yurek Bogajevich – Boże skrawki
- 2002: Marek Lechki – Moje miasto
- 2003: nagroda ex-aequo
  - Dariusz Gajewski – Warszawa
  - Mateusz Bednarkiewicz – Warszawa
- 2004: nagroda ex-aequo
  - Juliusz Machulski – Vinci
  - Jarosław Sokół – Długi weekend
- 2005: Grzegorz Łoszewski – Komornik
- 2006: Jarosław Sokół – Statyści
- 2007: Jerzy Stuhr − Korowód
- 2008: Michał Rosa − Rysa
- 2009: nagroda ex-aequo
  - Wojciech Smarzowski − Dom zły
  - Łukasz Kośmicki − Dom zły

### Od 2010
- 2010: Feliks Falk − Joanna
- 2011: Janusz Margański i Greg Zglinski − Wymyk
- 2012: Piotr Trzaskalski, Wojciech Lepianka − Mój rower
- 2013: Jacek Bromski − Bilet na Księżyc
- 2014: Krzysztof Rak − Bogowie (film)
- 2015: Magnus von Horn − Intruz
- 2016: Maciej Pieprzyca – Jestem mordercą
- 2017: Jagoda Szelc – Wieża. Jasny dzień
- 2018: Jan Jakub Kolski – Ułaskawienie
- 2019: Mateusz Pacewicz – Boże Ciało